# CLEC3B
CLEC3B (англ. C-type lectin domain family 3 member B) – білок, який кодується однойменним геном, розташованим у людей на короткому плечі 3-ї хромосоми.  Довжина поліпептидного ланцюга білка становить 202 амінокислот, а молекулярна маса — 22 537.
| 10         |  | 20         |  | 30         |  | 40         |  | 50         |
| ---------- |  | ---------- |  | ---------- |  | ---------- |  | ---------- |
| MELWGAYLLL |  | CLFSLLTQVT |  | TEPPTQKPKK |  | IVNAKKDVVN |  | TKMFEELKSR |
| LDTLAQEVAL |  | LKEQQALQTV |  | CLKGTKVHMK |  | CFLAFTQTKT |  | FHEASEDCIS |
| RGGTLGTPQT |  | GSENDALYEY |  | LRQSVGNEAE |  | IWLGLNDMAA |  | EGTWVDMTGA |
| RIAYKNWETE |  | ITAQPDGGKT |  | ENCAVLSGAA |  | NGKWFDKRCR |  | DQLPYICQFG |
| IV         |  |            |  |            |  |            |  |            |

A: Аланін

C: Цистеїн

D: Аспарагінова кислота

E: Глутамінова кислота

F: Фенілаланін

G: Гліцин

H: Гістидин

I: Ізолейцин

K: Лізин

L: Лейцин

M: Метіонін

N: Аспарагін

P: Пролін

Q: Глутамін

R: Аргінін

S: Серин

T: Треонін

V: Валін

W: Триптофан

Білок має сайт для зв'язування з лектинами. 
Секретований назовні.